# Onitis niger
Onitis niger är en skalbaggsart som beskrevs av Lansberge 1875. Onitis niger ingår i släktet Onitis och familjen bladhorningar. Inga underarter finns listade i Catalogue of Life.